# Sprzysiężenie Wysockiego

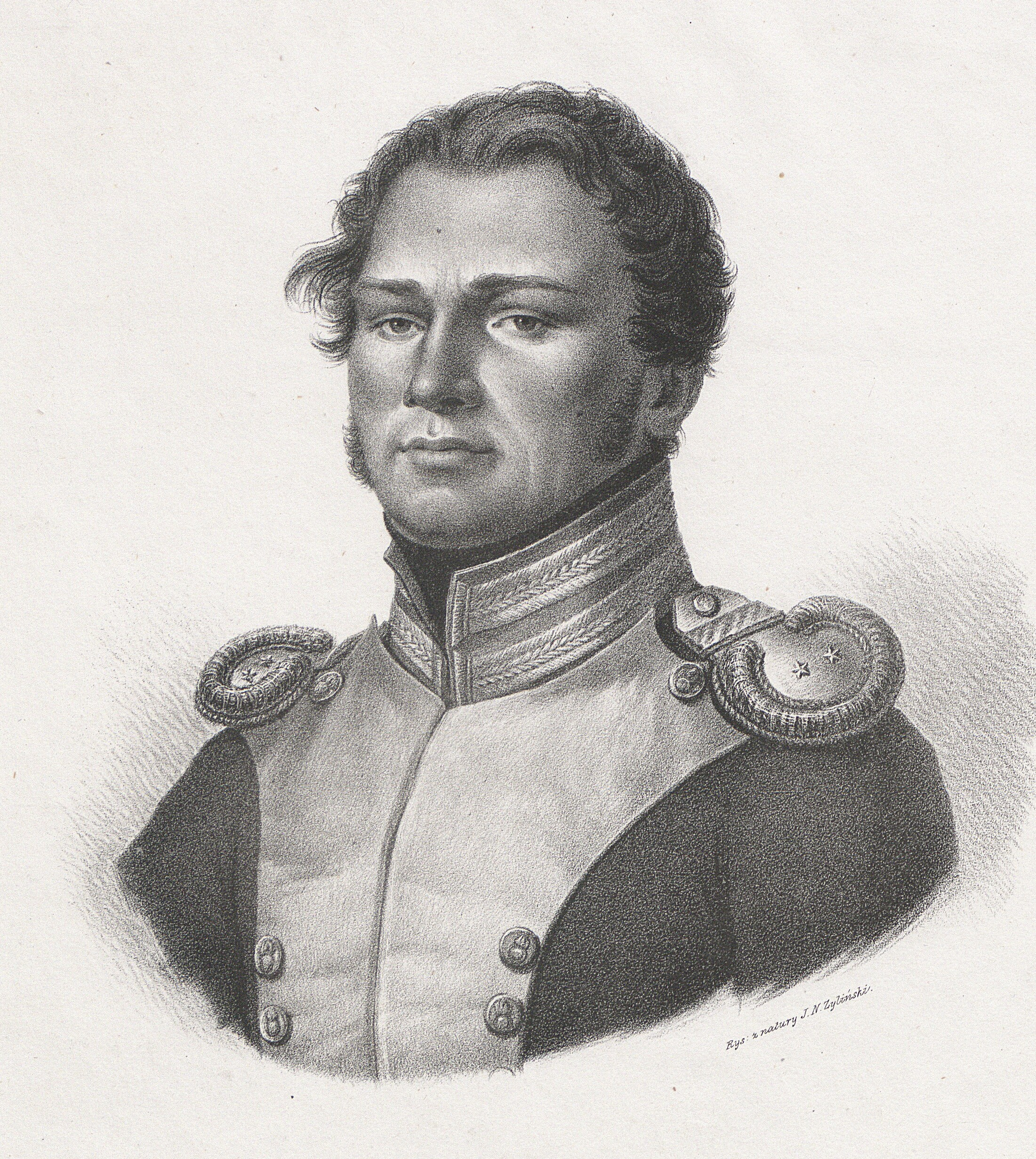
Piotr Wysocki 29 listopada 1830. Litografia według rysunku Jana Nepomucena Żylińskiego

Sprzysiężenie Wysockiego (Związek Wysockiego) – powstały 15 grudnia 1828 związek kilkunastu wojskowych ze Szkoły Podchorążych w Warszawie, zgrupowanych wokół Piotra Wysockiego. Sprzysiężenie powstało na fali ożywienia narodowego wywołanego sądem sejmowym, a także porażkami Rosji w wojnie z Turcją.
Jako pierwsza z licznych organizacji spiskowych Królestwa Polskiego, postawiła sobie za główny cel wywołanie powstania zbrojnego i wyzwolenie ojczyzny, stopniowo poszerzając w wojsku krąg spiskowców.
Wiosną 1829, podczas pobytu w Warszawie cara Mikołaja I, który miał się koronować na króla Polski, planowali wspólnie z patriotycznymi posłami wymusić na monarsze powrót do swobód politycznych i przestrzegania konstytucji Królestwa. W razie odmowy miano rozpocząć walkę (spisek koronacyjny opisany przez Juliusza Słowackiego w Kordianie). Wobec sprzeciwu wtajemniczonych senatorów zrezygnowano z jakichkolwiek działań. 
Celem sprzysiężenia było wywołanie powstania i oddanie władzy politykom (np. Józef Chłopicki, Julian Ursyn Niemcewicz, Stanisław Florian Potocki). Mimo nalegań Maurycego Mochnackiego nie stworzyli dalekosiężnego programu politycznego.
W nocy z 29/30 listopada 1830 członkowie Sprzysiężenia (Belwederczycy) zaatakowali Belweder - siedzibę wielkiego księcia Konstantego, wywołując tym samym powstanie listopadowe.